# Зигуриес
Зигуриес (др.-греч. Ζυγουριές «Anagyris foetida») — археологический памятник на одноимённом холме в Коринфии, Греция. Зигуриес расположен к юго-востоку от города Клеоны, примерно в 400 метрах к юго-западу от города Ханья Агиу Василиу. Доисторические находки варьируются от неолита до микенского периода. Название города в древности неизвестно. Он располагался на стратегически важном перекрёстке, где главный путь из Коринфа через перевал Третос в Аргос ответвлялся в Микены. Этот путь вёл на юг через ущелье к замку Кастро Агиу Василиу и через Арахнеоские горы в Микены.

## История
В бронзовый век на одноимённом холме возникло первое поселение. Фриц Шахермайр предполагал, что это место было основано носителями керосско-сиросской культуры на переходе от неолита к бронзовому веку. К конце бронзового века поселение было заброшено. к концу среднеэлладского периода город был снова заселён. К позднеэлладскому периоду город расширился к западу и востоку холма на равнине. Вероятно, тогд а это был форпост Микен с иерархической структурой. С около 1200-х годов до н. э. до позднеэлладского периода поселение было уничтожено пожаром и снова заброшено. Во времена Византии на холме велись строительные работы. В 1921-1922 годах американский археолог Карл Блеген проводил здесь раскопки.
Находки из города находятся в Музее Археи Коринфа и Метрополитен-музее в Нью-Йорке.

## Описание
Холм, на котором стоит город, с севера на юг в длину 165 метров, 70 метров в ширину и высотой около 10 метров. Большая часть города, созданная во времена Византии, была разрушена бульдозерами. Примерно в 500 метрах к западу от холма на холме Амбелакия располагается древнее кладбище.

## Галерея
- Хголм с востока
- План археологических раскопок
- Соусник из раннеэлладского периода
- Кувшин
- Сосуды, миски, ковши, жаровня, кувшин и кострюля